# Театральный роман
«Театра́льный рома́н» («Запи́ски поко́йника») — неоконченный роман Михаила Афанасьевича Булгакова. Написанный от первого лица, от имени некоего писателя Сергея Леонтьевича Максудова, роман рассказывает о театральном закулисье и писательском мире СССР в 1930-х годах.

## История написания и публикации
Работа над ним была начата 26 ноября 1936 года. Однако ещё в 1929 году Булгаков создал повесть в письмах «Тайному другу» (также неоконченную), адресованную будущей жене Елене Сергеевне Булгаковой; в этой повести он объяснял, как «сделался драматургом». В 1930 году «Тайному другу» оформился в новый роман — «Театр», однако в том же году писатель сжёг первоначальные его наброски вместе с черновиками «романа о дьяволе».
Лишь через 6 лет, когда совершилось очередное его уничтожение как драматурга, спустя несколько недель после окончательного разрыва с МХАТом Булгаков стал сочинять роман о театре.
Хотя упоминающиеся в этом произведении роман и пьеса «Чёрный снег» представляют собой явный намёк на роман Булгакова «Белая гвардия» и пьесу «Дни Турбиных», исследователи предполагают, что непосредственным толчком к написанию романа о театре стали мучительный репетиционный процесс и снятие с репертуара спектакля «Мольер» по пьесе «Кабала святош». Описанная в романе репетиция пародирует одну из репетиций «Мольера» К. С. Станиславским.
Несмотря на траурное название, «Записки покойника» — чрезвычайно весёлый роман, который создавался с необычайной лёгкостью: на одном дыхании, без черновиков, набросков и каких-либо исправлений. Елена Сергеевна вспоминает, что пока она, по возвращении Михаила Афанасьевича вечером из Большого театра, накрывала ужин, он садился за свой письменный стол и писал несколько страниц, после чего выходил к ней необыкновенно довольный, потирая от удовольствия руки.
На первой странице рукописи Булгаков обозначил два названия: «Записки покойника» и «Театральный роман», причём первое подчёркнуто автором двумя чертами. В дневнике Елены Сергеевны роман также чаще всего называется именно «Записками покойника». Но когда в 1965 году роман впервые был опубликован (журнал «Новый мир», № 8), по конъюнктурным соображениям предпочтение отдали названию «Театральный роман».
Против публикации романа в «Новом мире» выступал И. С. Черноуцан: «Это же пасквиль на МХАТ, на Станиславского и Немировича-Данченко».

## Сюжет
Роман начинается с предисловия — якобы автор его вовсе не автор, а лишь «издатель» записок киевлянина Сергея Леонтьевича Максудова, который, отослав сочинение «своему единственному другу» с просьбой выправить его и издать под собственным именем, «кинулся с Цепного моста вниз головой». Волю покойного необходимо выполнить, хотя «издатель» и предупреждает, что всё, содержащееся в «Записках», — плод больного воображения киевлянина и что «ни таких театров, ни таких людей, какие выведены в произведении покойного, нигде нет и не было», а сам Максудов никакого отношения к драматургии никогда не имел.
«Записки» Максудова начинаются с того, что автор получил таинственное письмо от режиссёра Независимого Театра Ксаверия Борисовича Ильчина и направляется на встречу с ним. Ксаверий Борисович встречает Максудова загадочными словами: «Я прочитал ваш роман» — и тут повествование откатывается назад, в прошлое, и мы узнаём, что Максудов, никому не известный, скромный сотрудник газеты «Вестник пароходства», написал роман. По завершении работы Максудов читает роман сначала коллегам по службе, затем кружок его слушателей расширяется, приходят литераторы (из которых один, Ликоспастов, оказывается невероятной сволочью — по версии Л. М. Яновской и М. О. Чудаковой, его прототипом стал знакомый Булгакова, известный в то время беллетрист Юрий Слёзкин). И вот по окончании чтения романа «разразилась катастрофа». Все слушавшие в один голос заявили, что роман не напечатают, потому что его «не пропустит цензура».
Максудов относит отрывки романа в две редакции, но получает его обратно с пометкой «не подходит». Тогда он готовит самоубийство, для чего крадёт у одного своего приятеля, военного, браунинг. Уже приставив пистолет к виску, Максудов вдруг слышит из соседней квартиры арию из оперы «Фауст» — и тут, помешав ему совершить непоправимое, к нему в гости является какой-то странный субъект в берете, но без пера, — как выясняется, это редактор-издатель частного журнала «Родина» Илья Иванович Рудольфи. Рудольфи берётся напечатать роман.
Максудов бросает службу в газете, поскольку «переходит в другой мир»: он стал бывать у Рудольфи и встречать известных писателей. Пришлось ему познакомиться и с издателем Макаром Рвацким, и с его братом Алоизием, который ловко выкупил у писателя векселя за полцены. Но вот наконец роман вышел. Максудов попадает в мир настоящих писателей — этот мир блестяще и чрезвычайно смешно изображён в сцене вечеринки по поводу прибытия из-за границы главной знаменитости — писателя Измаила Александровича Бондаревского (чьим прототипом послужил Алексей Николаевич Толстой). После вечеринки Максудов заболевает гриппом, а в это время разражается ещё одна катастрофа: по выздоровлении несчастный автор узнаёт, что Рудольфи уехал за границу; выпущена только треть романа, и дальше — ничего. Максудов осмысливает всё, что с ним случилось.

Мир первый: университетская лаборатория, в коей я помню вытяжной шкаф и колбы на штативах. Этот мир я покинул во время гражданской войны. Не станем спорить о том, поступил ли я легкомысленно или нет. После невероятных приключений (хотя, впрочем, почему невероятных? — кто же не переживал невероятных приключений во время гражданской войны?), словом, после этого я оказался в «Пароходстве». В силу какой причины? Не будем таиться. Я лелеял мысль стать писателем. Ну и что же? Я покинул и мир «Пароходства». И, собственно говоря, открылся передо мною мир, в который я стремился, и вот такая оказия, что он мне показался сразу же нестерпимым. (…) Ну что же, сиди и сочиняй второй роман, раз ты взялся за этой дело, а на вечеринки можешь и не ходить. Дело не в вечеринках, а в том-то вся и соль, что я решительно не знал, об чём этот второй роман должен был быть? Что поведать человечеству?

Некоторое время спустя Максудов начинает сочинять пьесу — на основе написанного романа. Тут повествование «Записок покойника» возвращается к первоначальной прерванной сцене — встрече писателя с режиссёром Ильчиным. Ильчин заказывает Максудову пьесу, которую, по совпадению, Максудов уже начал писать. Кроме того, Ильчин показывает Максудову Независимый Театр (под этим именем выведен МХАТ), и Максудов понимает, что «этот мир мой».
Он заканчивает пьесу, и дальше начинается его роман с Театром. Максудов заключает договор, знакомится со служащими Независимого Театра, с актёром Петром Бомбардовым (который стал собирательным образом мхатовских молодых актёров). Бомбардов проводит Максудова по Театру, показывая галерею портретов в фойе и рассказывая истории изображённых.

— Покойный генерал-майор Клавдий Александрович Комаровский-Эшаппар де Бионкур, командир лейб-гвардии уланского его величества полка. — И тут же, видя мой интерес, Бомбардов рассказал: — История его совершенно необыкновенная. Как-то приехал он на два дня из Питера в Москву, пообедал у Тестова, а вечером попал в наш театр. Ну, натурально, сел в первом ряду, смотрит… Не помню, какую пьесу играли, но очевидцы рассказывали, что во время картины, где был изображён лес, с генералом что-то сделалось. Лес в закате, птицы перед сном засвистели, за сценой благовест к вечерне в селенье дальнем… Смотрят, генерал сидит и батистовым платком утирает глаза. После спектакля пошёл в кабинет к Аристарху Платоновичу. Капельдинер потом рассказывал, что, входя в кабинет, генерал сказал глухо и страшно: «Научите, что делать?!» Ну, тут они затворились с Аристархом Платоновичем… и о чём говорили, неизвестно, но известно, что ночью же генерал послал в Петербург телеграмму такого содержания: «Петербург. Его величеству. Почувствовав призвание быть актёром вашего величества Независимого Театра, всеподданейше прошу об отставке. Комаровский-Бионкур». (…) Александру Третьему телеграмму подали в два часа ночи. Специально разбудили. Тот в одном белье, борода, крестик… говорит: «Давайте сюда! Что там с моим Эшаппаром?» Прочитал и две минуты не мог ничего сказать, только побагровел и сопел, потом говорит: «Дайте карандаш!» — и тут же начертал резолюцию на телеграмме: «Чтоб духу его в Петербурге не было. Александр». И лёг спать.

Вскоре начинается перепечатка пьесы «Чёрный снег». Максудов диктует текст секретарю Аристарха Платоновича, блестящей машинистке Поликсене Васильевне Торопецкой (её прототипом была Ольга Сергеевна Бокшанская, секретарь В. И. Немировича-Данченко и родная сестра Елены Сергеевны Булгаковой), и, пока идёт работа, он наблюдает закулисный мир, который обычно остается неизвестным зрителю. К Торопецкой заглядывают актёры, просто поболтать и узнать новости «из Индии» от Аристарха Платоновича; не отрываясь от пишущей машинки, Торопецкая отвечает по телефону и исполняет служебные обязанности. В перерыве Максудов выходит прогуляться по Театру и попадает в удивительное место, которое в Театре называется «контора» — владение Филиппа Филипповича Тулумбасова (в этом месте раздают контрамарки). И здесь Булгакову есть где развернуться — галерея типажей московского и заезжего люда, постоянно толкущегося в конторке Филиппа Филипповича, выписана очень живописно. На несколько мгновений появляется здесь и Елена Сергеевна Булгакова и её сын Серёжа:

В Филину дверь входила очень хорошенькая дама в великолепно сшитом пальто и с черно-бурой лисой на плечах. Филя приветливо улыбался даме и кричал: «Бонжур, Мисси!» Дама радостно смеялась в ответ. Вслед за дамой в комнату входил развинченной походкой, в матросской шапке, малый лет семи с необыкновенно надменной физиономией, вымазанной соевым шоколадом, и с тремя следами от ногтей под глазом. Малый тихо икал через правильные промежутки времени.

После того, как пьеса перепечатана, её необходимо «читать» перед одним из директоров Театра — Иваном Васильевичем (читатель сразу же догадывается, что под именем Ивана Васильевича в романе выведен основатель МХАТа Константин Сергеевич Станиславский). Невзирая на предупреждение Бомбардова, Максудов всё-таки допустил ошибку и «прочёл выстрел», то есть сцену, где герой стреляется, и тем всё испортил. Иван Васильевич прерывает чтение и требует, чтобы драматург переписал эту сцену, заменив её другой, где герой закалывается кинжалом. Мало этого, Иван Васильевич потребовал, чтобы молодую героиню, сестру, «превратили в мать», которую он тут же окрестил Антониной и по окончании чтения заявил автору, что «теперь вам надо начать работать над этим материалом».
Однако никаких изменений в пьесе Максудов сделать не мог, хотя поначалу и попытался.

Сознаюсь откровенно: получилась какая-то белиберда. Самое главное было в том, что я возненавидел непрошенную мать Антонину настолько, что, как только она появлялась на бумаге, стискивал зубы. Ну, конечно, ничего и выйти не могло. Героев своих надо любить; если этого не будет, не советую никому браться за перо — вы получите крупнейшие неприятности, так и знайте.

Максудов отказался делать изменения в пьесе, а в Театре как будто забыли о нём. Прошло несколько недель, как вдруг его вызвали в Театр — на совет «старейшин». Прославленные в прошлом, великие старейшие актёры Театра, «основоположники», собрались для обсуждения пьесы и создавшейся ситуации. К своему негодованию Максудов понимает, что все они считают его пьесу по каким-то загадочным обстоятельствам неподходящей, и просит вернуть ему её, однако тут же осознаёт, что оказался в западне: подписанный им договор обязывает его вносить любые требуемые правки, вместе с тем автору запрещено передавать пьесу в другие театры. Раздосадованный, обозлённый, автор уходит и зовёт к себе Бомбардова на «поминки».
Бомбардов объясняет Максудову, что «основоположникам» пьеса понравилась, и необычайно, однако они обиделись на автора. Основоположники жаждут хорошего материала, ролей, в которых они могли бы показать всё своё мастерство, а тут приходит какой-то «серый костюм» и «приносит пьесу, в которой действуют мальчишки!»
Максудов вернулся к своей унылой работе в газете, «совсем одичал» и перестал с кем-либо общаться, а Театр как будто забыл о нём. Изредка драматург читает театральную прессу, из которой узнаёт о новых достижениях своих товарищей по цеху, а также о том, что Независимый Театр занят поисками современной пьесы. Спустя несколько недель случается чудо: Максудов получает карточку из Театра с уведомлением о том, что начинаются репетиции его пьесы.
Этим открывается вторая часть романа, в которой написаны всего две главы: пятнадцатая и шестнадцатая. Обе они посвящены описанию репетиций пьесы, которые проводил сам Иван Васильевич сообразно со своей «теорией». В этих главах читатель получает возможность взглянуть на систему Станиславского глазами Булгакова.

Иван Васильевич, подбодряя выходивших на сцену и плохо зная в лицо новых, поступивших в этом году в подсобляющий состав, вовлёк в сочинение воздушного письма юного вихрастого бутафора, мыкавшегося с краю сцены.
— А вам что же, — закричал Иван Васильевич, — вам отдельное приглашение присылать?
Бутафор уселся на стул и стал вместе со всеми писать в воздухе и плевать на пальцы. По-моему, он делал это не хуже других, но при этом как-то сконфуженно улыбался и был красен.
Это вызвало окрик Ивана Васильевича:
— А это что за весельчак с краю? Как его фамилия? Он, может быть, в цирк хочет поступить? Что за несерьёзность?
— Бутафор он! Бутафор, Иван Васильевич! — застонал Фома, а Иван Васильевич утих, а бутафора выпустили с миром.

Требования переделок в пьесе мучают Максудова. Его отношения и с режиссёром, и с Иваном Васильевичем окончательно портятся. Но ещё более, чем переделки, Максудова раздражают длительные репетиции пьесы, на которых Иван Васильевич воплощал в жизнь свою теорию. К глубокому ужасу Максудова, после всех этих упражнений актёры играют только хуже, так что драматург начинает сомневаться в самой «теории» Ивана Васильевича.

Иссушаемый любовью к Независимому Театру, прикованный теперь к нему, как жук к пробке, я вечерами ходил на спектакли. И вот тут подозрения мои перешли наконец в твердую уверенность. Я стал рассуждать просто: если теория Ивана Васильевича непогрешима и путём его упражнений актёр мог получить дар перевоплощения, то естественно, что в каждом спектакле каждый из актёров должен вызвать у зрителя полную иллюзию. И играть так, чтобы зритель забыл, что перед ним сцена…

На этом роман «Записки покойника (Театральный роман)» обрывается.

## Предполагаемая развязка романа
В записи В. Я. Лакшина сохранился рассказ Е. С. Булгаковой о предполагавшемся окончании романа:

Роман должен был двигаться дальше примерно по такой канве: драматург Максудов, видя, что его отношения с одним из директоров Независимого театра Иваном Васильевичем зашли в тупик, как манны небесной ожидает возвращения из поездки в Индию второго директора — Аристарха Платоновича. Тот вскоре приезжает, и Максудов знакомится с ним в театре на его лекции о заграничной поездке (эту лекцию Булгаков уже держал в голове и изображал оратора и слушателей в лицах — необычайно смешно)… К огорчению, драматург убеждается, что приезд Аристарха Платоновича ничего не изменит в судьбе его пьесы — а он столько надежд возлагал на его заступничество! В последней незаконченной главе Максудов знакомится с молодой женщиной из производственного цеха, художницей Авророй Госье. У нее низкий грудной голос, она нравится ему. Бомбардов уговаривает его жениться. Но вскоре она умирает от чахотки. Между тем спектакль по пьесе Максудова, претерпевший на репетициях множество превращений и перемен, близится к премьере… Булгаков хотел изобразить взвинченную, нервозную обстановку первого представления, стычки в зале и за кулисами врагов и почитателей дебютанта. И вот премьера позади. Пренебрежительные, оскорбительные отзывы театральной прессы глубоко ранят Максудова. На него накатывает острый приступ меланхолии, нежелания жить. Он едет в город своей юности (тут Булгаков руки потирал в предвкушении удовольствия — так хотелось ему ещё раз написать о Киеве). Простившись с городом, герой бросается головой вниз с Цепного моста, оставляя письмо, которым начат роман…

## Проблематика
Проблематика «Театрального романа» не ограничивается проблемами литературного и театрального мира, представляющими собой первый, самый яркий и заметный смысловой пласт. Под видом занимательного повествования начинающего автора Булгаков не только совершил глубокий художественный анализ состояния театра и литературы при тоталитарном строе, но и выявил многие особенности тоталитарной системы, установившейся в СССР к середине 1930-х годов. Литературовед Н. Степанов по этому поводу отмечает, что «Сергей Максудов с каждым шагом начинает всё более явственно ощущать её [тоталитарной системы] цепкую, мертвящую хватку»:157,164. Как литературная среда, так и замкнутый мир Независимого театра, изображённые в романе, представляют собой отражение тоталитаризма 1930-х годов, растлевающего и губящего настоящее искусство. Противостоять тоталитарной системе герой романа не нашёл в себе силы:251.

## Художественные особенности
Уже само заглавие «Записки покойника» и ситуация «посмертного слова» предполагают наличие в романе «исповедальной атмосферы» и «завещательного пафоса»:254, однако «завещательный пафос» озорно, в духе карнавализации подменён иронико-саркастической манерой повествования:259.
В романе присутствуют стилевые пародийные приёмы, подчёркивающие нелепость и абсурдность тех или иных сторон социальной действительности. Так, диалог Максудова и управляющего материальным фондом Гавриила Степановича при обсуждении ими размера аванса за пьесу — это аллюзия на известный эпизод «Мёртвых душ»: торг Чичикова и Собакевича о цене за мёртвые души. Пародийность этого диалога, его парадоксальная соотнесённость с эпизодом гоголевского произведения призвана подчеркнуть  жестокость и всевластие высшего чиновничества, бесправие подначальных лиц как характерную особенность внутреннего уклада Независимого театра, что отражает общую ситуацию тоталитаризма в стране:259—260.
Характерна для «Театрального романа» и генетическая связь с европейскими мемуарными и художественными свидетельствами о театре и мхатовскими «капустниками»:254.

## Кто есть кто в романе (прототипы)
Елена Сергеевна Булгакова при помощи своего сына, Сергея Шиловского, составила большой список прототипов романа. Ниже приводятся лишь самые важные параллели, отмеченные женой писателя.

### Театральный мир
- Иван Васильевич — Константин Сергеевич Станиславский
- Аристарх Платонович — Владимир Иванович Немирович-Данченко
- Независимый Театр — МХАТ
- «Когорта Дружных» — театр Вахтангова
- Театр Шлиппе — театр Фёдора Адамовича Корша
- Старый театр — Малый театр
- Поликсена Торопецкая — Ольга Сергеевна Бокшанская, секретарь В. И. Немировича-Данченко
- Августа Менажраки — Рипсиме Карповна Таманцова, секретарь К. С. Станиславского
- Миша Панин — зав. литературной частью МХАТа Павел Александрович Марков
- Ксаверий Ильчин — режиссёр Борис Ильич Вершилов
- Фома Стриж — режиссёр Илья Яковлевич Судаков
- Оскар Романус — заведующий музыкальной частью Борис Львович Израилевский
- Анна Ануфриевна Деньжина — концертмейстер Александра Васильевна Митропольская
- Гавриил Степанович — заместитель директора МХАТ Николай Васильевич Егоров
- Филипп Филиппович Тулумбасов — главный администратор МХАТ Фёдор Николаевич Михальский
- Княжевич — актёр Василий Васильевич Лужский
- Пеликан — актёр и член Правления МХАТ Порфирий Артемьевич Подобед
- Полторацкий — режиссёр Василий Григорьевич Сахновский
- Петя Дитрих — художник Пётр Владимирович Вильямс
- Елагин — актёр Виктор Яковлевич Станицын
- Настасья Ивановна Колдыбаева — актриса Мария Петровна Лилина
- Ипполит Павлович — актёр Василий Иванович Качалов
- Фёдор Владимирович — актёр Владимир Фёдорович Грибунин
- Людмила Сильвестровна Пряхина — актриса Лидия Михайловна Коренева
- Маргарита Петровна Таврическая — актриса Ольга Леонардовна Книппер-Чехова
- Комаровский-Эшаппар де Бионкур — актёр Алексей Александрович Стахович
- Горностаев Герасим — актёр Николай Афанасьевич Подгорный
- Валентин Конрадович — актёр Леонид Миронович Леонидов
- Осип Иванович — актёр Александр Леонидович Вишневский
- Аргунин — актёр Николай Павлович Хмелёв
- Евлампия Петровна — актриса и режиссёр Елизавета Сергеевна Телешева
- Малокрошечный Митя — работник постановочной части МХАТ Сергей Александрович Саврасов
- Калошин Антон — Иван Андреевич Мамошин, в 1930-е гг. секретарь партячейки МХАТ
- Андрей Андреевич — помощник режиссёра Николай Николаевич Шелонский
- Петр Петрович, сидевший «в окошечке с надписью „Администратор Учебной сцены“», — инспектор Малой сцены МХАТ Иван Иванович Гедике
- Аврора Госье — художницы Нелли (Елена) Стругач и Ирина Константиновна Колесова (Шевлягина)
- Патрикеев — актёр Михаил Михайлович Яншин
- Владычинский — актёр Борис Николаевич Ливанов
- Строев — актёр Евгений Васильевич Калужский, муж О. С. Бокшанской
- Адальберт — актёр Александр Александрович Андерс
- Благосветлов — актёр Борис Георгиевич Добронравов
- курьер Демьян Кузьмич — сторож Иван Сергеевич Андрианов
- буфетчик Ермолай Иванович — «заведующий производства цеха питания» МХАТ Алексей Александрович Прокофьев
- Севастьянов Андрей Пахомович, «заведующий осветительными приборами театра», — заведующий осветительной частью и электротехническим цехом МХАТ Иван Иванович Гудков
- Плисов, «заведующий поворотным кругом в театре в течение сорока лет», — главный машинист сцены, начальник машинно-декорационного цеха МХАТ Иван Иванович Титов (Степанов)
- заведующая женским пошивочным цехом Бобылева — художница-модельер Надежда Петровна Ламанова и заведующая костюмерной частью МХАТ Мария Федоровна Репина-Бурджалова
- «воспитанный, картавый изящный человек» — «переводчик при режиссерском управлении» Савва Саввич Морозов, сын Саввы Тимофеевича Морозова
- «лицо с очень живыми глазами в пенсне, высокий тенорок…» — актёр Иван Михайлович Москвин
- спектакль «Фаворит» — спектакль Второй студии МХАТа «Елизавета Петровна» Дмитрия Смолина
- «пьеса, где выходили в испанских костюмах», — «Дама-невидимка» Педро Кальдерона

### Литературный мир
- Измаил Александрович Бондаревский — Алексей Николаевич Толстой
- Ликоспастов, пожилой литератор — Юрий Львович Слёзкин
- Егор Агапёнов — Борис Андреевич Пильняк
- Илья Иванович Рудольфи — Исай Григорьевич Лежнёв
- Макар Рвацкий — издатель Захар Леонтьевич Каганский
- Лесосеков — Леонид Максимович Леонов
- Гриша Айвазовский — Павел Григорьевич Антокольский
- Флавиан Фиалков — Валентин Петрович Катаев
- критик Конкин — юрист Владимир Евгеньевич Коморский
- новеллист Тунский — Дмитрий Миронович Стонов
- драматург Клинкер — Владимир Михайлович Киршон
- Прок И. С. — Иосиф Леонидович Прут